# Concerto pour violon de Delius
Pour les articles homonymes, voir Concerto pour violon (homonymie).
Le Concerto pour violon et orchestre de Frederick Delius est composé en 1916. Il est créé le 30 janvier 1919 par Albert Sammons sous la direction d'Adrian Boult.

## Analyse de l'œuvre
En un seul mouvement divisé en cinq sections principales.
1. Exposition (mesures 1 - 93)
2. Développement (mesures 94 - 167)
3. Cadence (mesures 168 - 198)
4. Réexposition (mesures 199 - 260)
5. Scherzo Finale (mesures 261 - 343)